# Max Weber (socioloog)
Maximilian Carl Emil (Max) Weber (Erfurt, 21 april 1864 – München, 14 juni 1920) was een Duitse politiek econoom, geschiedkundige, rechtsgeleerde en socioloog. Hij geldt als een van de grondleggers van de sociologie.

## Levensloop
Weber werd geboren als zoon van de hoge ambtenaar Max Weber sr. en een streng calvinistische moeder, Helene Fallenstein Weber. Hij groeide op in Berlijn. In zijn jeugd hield hij zich al veel bezig met sociale en historische vraagstukken. Op zijn achttiende ging hij rechten studeren aan de Universiteit van Heidelberg om, na zijn militaire dienst, in 1884 over te stappen naar Berlijn. Ook volgde hij vakken in economie en middeleeuwse geschiedenis. In Berlijn promoveerde hij op een studie naar middeleeuwse commerciële organisaties. Twee jaar later voltooide hij zijn Habilitationsschrift, een studie met als onderwerp de agrarische geschiedenis van Rome. Hij werd benoemd tot docent en begon tevens een carrière als advocaat, in navolging van zijn vader. In 1896 werd hij benoemd tot hoogleraar economie in Heidelberg. Een jaar later stortte hij in, nadat zijn vader plotseling was overleden kort na een ruzie waarin hij zijn vader autoritair gedrag jegens zijn moeder had verweten. Weber had al zijn hele leven geworsteld met de grote tegenstelling tussen zijn beide ouders: zijn vader een levensgenieter, moeder een asceet. Pas in 1903 begon hij te werken aan een terugkeer en volgden zijn meest productieve jaren. Behalve in Duitsland werkte hij in de Verenigde Staten en in Oostenrijk.
Hij was sinds 1893 getrouwd met de sociologe en feministe Marianne Schnitger, die na zijn dood (onder de naam Marianne Weber) een biografie over haar man zou schrijven.
Max Weber overleed aan de gevolgen van een longontsteking (als gevolg van de Spaanse griep) op 56-jarige leeftijd in München waar hij toen aan de universiteit doceerde.

## Werk
Weber heeft zich in zijn carrière met een veelvoud aan onderwerpen beziggehouden, zowel op theoretisch als op methodologisch gebied. Hij is dan ook voor sociaal-wetenschappers uit vele richtingen een belangrijk voorbeeld. In dit artikel een overzicht van zijn bekendste bijdragen.

### Algemeen
Max Weber heeft de sociologie omschreven als een wetenschap die sociaal handelen wil begrijpen (verstehen) en daardoor oorzakelijk verklaren. Hij onderscheidde zich daarmee van sociologen als Émile Durkheim, die meer in sociale structuren dan in individuele handelingen dacht.
Onder het begrip verstehen verstaat Weber het begrijpen van het gedrag van mensen door je in ze in te leven. Hiervoor is grondig onderzoek vereist, geen simpele intuïtie. Weber is hierdoor van grote invloed geweest op de interpretatieve stroming in de sociologie. Wat betreft de causaliteit vindt Weber dat je altijd rekening moet houden met meer dan één oorzaak, en dat je, deels in tegenstelling tot bij de natuurwetenschappen, moet uitgaan van de waarschijnlijkheid en niet de zekerheid dat een verschijnsel zal optreden.
Om verschijnselen of ontwikkelingen in de samenleving (of verschillende samenlevingen) met elkaar te kunnen vergelijken, zijn overdreven generalisaties noodzakelijk. Hiertoe construeer je zogenaamde ideaaltypen, die je vervolgens aan de werkelijkheid toetst. Het woord ideaaltype dient overigens niet te worden opgevat als een ideaalbeeld of utopie.
Tot slot heeft Weber als eerste het belang van waardevrijheid in de sociologie benadrukt (ook bekend als het waardevrijheidspostulaat). Weber vond namelijk dat er bij het verrichten van onderzoek altijd waardes in het spel waren, die de uitkomst van een onderzoek konden beïnvloeden. Je moet proberen zo objectief mogelijk onderzoek te doen en college te geven. Alleen in de keuze voor het te behandelen onderwerp kunnen waarden een rol spelen. Overigens heeft Weber zelf zich niet altijd even strikt aan zijn eigen morele regels gehouden. Daarvoor was hij politiek te geëngageerd, met zijn liberale en nationalistische opvattingen.

### Sociaal handelen, rationalisering
Sociale actie is volgens Weber een reactie op een prikkel na (in de meeste gevallen) een rationeel denkproces en een subjectieve bedoeling. Hij onderscheidt vier typen, die meestal in mengvormen voorkomen:
- doelrationeel handelen als gevolg van verwachtingen of gedrag van andere objecten en mensen, een afweging van doelen en middelen;
- waarderationeel handelen uit bewust geloof in een waarde of principe, bijvoorbeeld religie;
- affectief handelen uit emoties;
- traditioneel handelen uit gewoonte.

Weber zag in de 19e en begin 20e eeuw een sterke toename van het doelrationeel handelen ten opzichte van de andere drie typen. Weber onderscheidt zes kenmerken van formele rationaliteit:
- berekenbaarheid
- efficiëntie
- voorspelbaarheid
- niet-menselijke technologie
- controle over onzekerheden
- irrationele gevolgen voor betrokken personen

De Amerikaanse socioloog George Ritzer heeft deze kenmerken later uitgewerkt in zijn theorie over de McDonaldisering van de samenleving.
Deze toenemende rationalisering heeft Weber voor verschillende aspecten van de maatschappij beschreven, zoals de economie, de politiek, religie en de kunst. Het meest uitgebreid is Weber ingegaan op de rationalisering van de politiek. Leiders ontlenen hun gezag steeds meer aan de ratio (gelegitimeerde macht, of legale autoriteit), en minder aan traditie (bijvoorbeeld feodalisme, monarchie) en charisma.
Weber heeft dit uitgewerkt via een studie naar de opkomst van de bureaucratie. Het ideaaltype van de bureaucratie is een zakelijke, efficiënte en eerlijke manier van bestuur, waarbij nepotisme en willekeur zijn uitgesloten (in de volksmond heeft de term echter een daaraan tegengestelde lading gekregen). Er gelden vaststaande regels zonder aanzien des persoons, die worden uitgevoerd door getrainde ambtenaren in een hiërarchische ordening. Weber zag echter ook de nadelen: het is een onpersoonlijke machine, waarin de individuele vrijheid verloren gaat. Ook rationalisering in het algemeen heeft hij negatief omschreven in termen als ‘onttovering van de wereld’ en een ‘staalhard omhulsel’ (Stahlhartes Gehäuse).

### Stratificatie
Weber zag de samenleving niet als een simpele economische klassenstructuur of een op traditie gebaseerde standenmaatschappij. Volgens hem zijn er drie soorten stratificatie, die elkaar beïnvloeden en overlappen:
- klasse: op economische gronden.
- status: op sociale gronden. Mensen met eenzelfde status vormen meer een gemeenschap (met dezelfde levensstijl) dan mensen uit dezelfde klasse.
- partij of macht: op politieke gronden.

De Franse socioloog Pierre Bourdieu heeft deze indeling gebruikt voor zijn theorieën over economisch, cultureel en sociaal kapitaal. Het klassenbegrip van Weber, dat flexibeler is dan dat van Marx, heeft ook bij moderne marxisten enige ingang gevonden.

### Economie en samenleving
In dit werk worden door Weber drie ideaaltypes van legitieme dominantie onderscheiden:
- traditioneel leiderschap, gebaseerd op (historische) gebruiken, vb: monarchie
- charismatisch leiderschap, gebaseerd op de veronderstelde uitzonderlijke kwaliteiten van de leider, vb: Gandhi, Hitler
- legaal-rationeel leiderschap, vb: leiders verkozen middels verkiezingen

Dit zijn conceptuele modellen van het legitieme leiderschap, Weber voorzag naast het legitieme leiderschap ook illegitiem leiderschap.

### Religie en kapitalisme
Buiten sociologische kringen is Weber wellicht het bekendst om zijn onderzoeken naar het verband tussen religie en kapitalisme. In zijn beroemde en omstreden boek Die protestantische Ethik und der Geist des Kapitalismus (eerste uitgave in 1905, later volgde een versie waarin hij de kritieken op de eerste uitgave verwerkte en becommentarieerde) beweerde hij dat dankzij het ascetische leven van calvinisten (hard, rationeel en systematisch werken, maar niet mogen genieten van het verdiende geld) veel winst werd gemaakt, waarmee weer investeringen voor nieuwe activiteiten gedaan konden worden. Bovendien konden arbeiders met het oog op hun religieuze plicht tot hard werken gemakkelijk uitgebuit worden. Weber zag dus een verband tussen het protestantisme en het kapitalisme. Weber bewonderde de calvinistisch kapitalistische geest.
Daarmee zette Weber zich af tegen twee breed aanvaarde veronderstellingen in de sociologie en economie van zijn tijd. Ten eerste beklemtoonde hij dat ideeën en overtuigingen er in de geschiedenis wel degelijk toe doen. De economie is niet een blind proces dat als een machine maar door gaat, zoals het marxisme meende. En ten tweede was de moderne, kapitalistische economie niet tot stand gekomen in verzet tegen haar religieuze verleden, zoals de aanhangers van de secularisatie-idee dachten. Ze was juist vanuit de godsdienst ontstaan.
Weber heeft het calvinisme later vergeleken met andere religies, namelijk het Chinese confucianisme en taoïsme, het Indiase hindoeïsme en boeddhisme en het vroege jodendom. Door zijn vroege dood in 1920 is Weber niet toegekomen aan zijn geplande onderzoeken naar onder andere het vroege christendom en de islam.

## Bibliografie

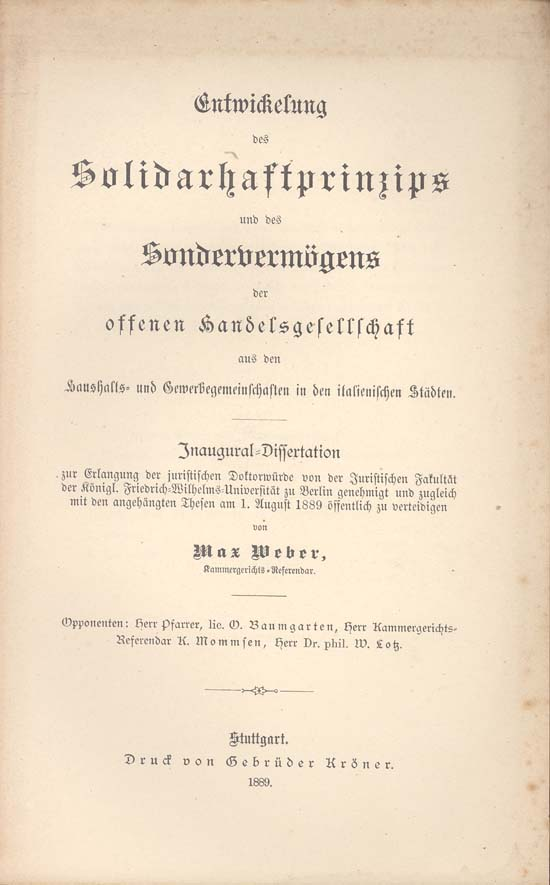
Entwickelung des Solidarhaftprinzips (Diss., 1889)

### Publicaties
- Zur Geschichte der Handelgesellschaften im Mittelalter (1889)
- Die Römische Agrargeschichte in ihrer Bedeutung für das Staats- und Privatrecht (1891)
- Die Verhältnisse der Landarbeiter im ostelbischen Deutschland (1892)
- Die Börse (1894 tot 1896)
- Der Nationalstaat und die Volkswirtschaftspolitik (1895)

### Postuum verschenen
- Gesammelte Aufsatze zur Religionssoziologie (1920 tot 1921)
- Gesammelte Politische Schriften (1921)
- Die rationalen und soziologischen Grundlagen der Musik (1921)
- Gesammelte Aufsätze zur Wissenschaftslehre (1922)
- Gesammelte Aufsätze zur Soziologie und Sozialpolitik (1924)
- Wirtschaftsgeschichte (1924)
- Wirtschaft und Gesellschaft (1925)
- Staatssoziologie (1956)

### In Nederlandse vertaling
- Wetenschap als beroep en roeping, vertaald en van een nawoord voorzien door Egbert Tellegen, 1970
- Gezag en bureaucratie, vertaald door J.J.M. de Blok en ingeleid door A. van Braam, 1972, ISBN 9789002120091 (selectie uit Wirtschaft und Gesellschaft)
- Een keuze uit het werk van Max Weber, ingeleid door J.M.G. Thurlings en vertaald door G.R. de Bruin, 1975, ISBN 9789060013090 (bevat: De 'objectiviteit' van sociaal-wetenschappelijke en sociaal-politieke kennis, De zin van 'waardevrijheid' in de sociologische en economische wetenschap en Sociologische grondbegrippen, uit Gesammelte Aufsätze zur Wissenschaftslehre)
- Over klassen, standen en partijen, ingeleid, vertaald en geannoteerd door Albert Benschop, 1987, ISBN 9789024275571 (selectie uit Wirtschaft und Gesellschaft)
- Politiek als beroep, 1998, ISBN 9789039107621
- Politiek als beroep voorafgegaan door wetenschap als beroep, vertaald door Hans Driessen, 2012, ISBN 9789460040955
- De protestantse ethiek en de geest van het kapitalisme, uit het Duits vertaald door Mark Wildschut, 2012, ISBN 9789461055804